# Demo sem título de Deafheaven
A demo sem título (untitled demo) da banda americana de black metal Deafheaven foi lançada de forma independente em 1º de junho de 2010. Posteriormente, a demo foi remasterizada e relançada como um EP em 2012 pela Sargent House.

## História
A demo foi inicialmente disponibilizada apenas nos formatos de fita cassete e download digital, sendo distribuída para alguns dos blogs favoritos da banda. Ela foi escrita e gravada pelos dois membros fundadores, George Clarke e Kerry McCoy, com John Kline tocando bateria. Posteriormente, Clarke e McCoy recrutaram três novos membros para a banda a fim de realizar turnês em suporte à demo.
Após o lançamento, várias gravadoras começaram a demonstrar interesse em lançar a demo de forma oficial e mais ampla. A Deathwish Inc., cofundada por Jacob Bannon da banda Converge, foi uma das gravadoras que entrou em contato. Embora o Deafheaven tivesse interesse em trabalhar com a Deathwish, eles preferiram lançar materiais mais recentes em que estavam trabalhando na época, em vez de relançar a demo.
Como resultado, a Deathwish lançou um single em vinil de 7" em janeiro de 2011 com as faixas "Libertine Dissolves" e "Daedalus", seguido por um álbum completo com material totalmente novo intitulado Roads to Judah, em abril de 2011.
No final de 2012, a Sargent House lançou uma edição limitada em vinil remasterizada da demo, com uma nova arte de capa.  Essa versão também está disponível na página do Bandcamp da banda.

## Recepção
O blog de metal MetalSucks deu à demo uma classificação de 3,5/5 em 2010 e afirmou: "Embora a música do Deafheaven compartilhe características superficiais com o som clássico do black metal, esta demo está tão distante de Mayhem e Immortal que pode ser considerada outro tipo de música completamente diferente. Ela envolve em vez de atropelar, brilha onde grande parte do black metal apenas ressoa."

## Lista de faixas
Todas as faixas escritas e compostas por Deafheaven. 
| N.º | Título                | Duração |  |
| 1.  | "Libertine Dissolves" | 5:13    |  |
| 2.  | "Bedrooms"            | 2:06    |  |
| 3.  | "Daedalus"            | 5:54    |  |
| 4.  | "Exit:Denied"         | 11:30   |  |

| Críticas profissionais | Críticas profissionais |
| Avaliações da crítica  | Avaliações da crítica  |
| Fonte                  | Avaliação              |
| ---------------------- | ---------------------- |
| MetalSucks             | [ 8 ]                  |

## Ficha técnica
Créditos do álbum adaptados das notas do encarte do vinil remasterizado
- Deafheaven – gravação, produção
- Jack Shirley – produção, engenharia, masterização
- Nick Steinhardt – design do logo
- Karlynn Holland – design do logo